# Professione assassino (film 2011)
(Arthur Bishop)
Professione assassino (The Mechanic), noto in italiano anche come Professione assassino - The Mechanic, è un film del 2011 diretto da Simon West e interpretato da Jason Statham, Ben Foster e Donald Sutherland.
È il remake dell'omonimo film del 1972 con Charles Bronson con un finale differente. Il film ha avuto un sequel intitolato Mechanic: Resurrection.

## Trama
Arthur Bishop è un "meccanico" (che nel gergo criminale vuol dire sicario) molto richiesto perché è meticolosissimo in quanto porta sempre a termine gli omicidi e li fa sembrare degli incidenti, dei suicidi o degli atti di criminalità spicciola. Arthur lavora costantemente con un'organizzazione con a capo tale Dean, che gli procura sempre nuovi contratti ben pagati.
Il film comincia in Colombia, dove Bishop si intrufola nella casa di un boss del cartello e lo uccide nella sua piscina facendo sembrare che sia annegato. Dopo aver portato a termine l'obbiettivo, Bishop torna a casa sua in Louisiana dove incontra il suo mentore ed unico amico, Harry McKenna che fa parte dell'organizzazione di Dean e che lo paga per il lavoro.
Poco tempo dopo Dean telefona a Bishop dicendogli di uccidere Harry McKenna; inizialmente Bishop è scettico e vuole parlare del lavoro faccia a faccia con Dean. Di conseguenza, si incontrano e Dean spiega il motivo del lavoro: durante una missione in Sudafrica, alcuni membri dell'organizzazione sono stati uccisi, e gli unici che conoscevano le informazioni della missione erano Dean ed Harry McKenna. Dean vuole che sia Arthur ad uccidere Harry, sia perché potrebbe ingannarlo facilmente, dato il loro rapporto confidenziale, sia perché non lo farebbe soffrire, a differenza di un altro killer.
Arthur organizza un piano ingegnoso, uccide Harry McKenna - che, poco prima di essere ucciso, sembra essere contento di essere ucciso da Arthur e non da qualcun altro - e lo fa sembrare un furto d'auto: ma per la prima volta Arthur prova dispiacere per aver ucciso qualcuno.
Al funerale di Harry il sicario fa la conoscenza di Steve, figlio di Harry, che vanta una forte personalità e abilità tipiche del killer, caratteristiche che porteranno Arthur ad assoldarlo come spalla nella sua attività, celandogli tuttavia che egli stesso è l'assassino del padre. Arthur Bishop non può immaginare che di lì a poco si ritroverà tutti contro, sia l'organizzazione che l'allievo Steve, e scoprirà che, in realtà, la missione fallita in Sudafrica era solo una montatura per far fuori Harry McKenna. 
Così Bishop e il suo alievo Steve attuano un piano per uccidere il capo dell'organizzazione Dean e ci riescono.
Alla fine, credendo che Bishop non se ne sia accorto, Steve mette della benzina sulla macchina di Bishop e lo fa saltare in aria. Dopodiché, Steve torna a casa di Bishop ed esce con la macchina che trova; involontariamente, Steve attiva una trappola e muore.
Subito dopo si scopre che in realtà Bishop è scappato dalla macchina prima che Steve la facesse saltare in aria, ed è, quindi, ancora vivo.

## Produzione

### Budget
Il budget del film è stato di circa 40 milioni di dollari.

## Promozione
Il primo trailer ufficiale italiano è stato pubblicato da 01 Distribution il 26 luglio 2011.

## Distribuzione
Il film è stato distribuito in USA e Canada a partire dal 28 gennaio 2011.
In Italia il film è stato distribuito da Ellemme Group di Massimo Ferrero.

## Accoglienza

### Critica
Il consenso della critica è stato discreto: Rotten Tomatoes ha valutato il film con un 54% e Metacritic con un 49%.

### Incassi
La pellicola ha incassato globalmente 76.129.642 di dollari.

## Sequel
Dennis Gansel ha diretto un sequel, interpretato da Jason Statham, Jessica Alba, Tommy Lee Jones e Michelle Yeoh, distribuito nelle sale cinematografiche statunitensi a partire dal 26 agosto 2016.